# Gustavo Alcalde
Gustavo Adolfo Alcalde Sánchez, né le 16 août 1955 à Calatayud, est un homme politique espagnol membre du Parti populaire (PP).
Il est délégué du gouvernement en Aragon entre janvier 2012 et juin 2018.

## Biographie

### Vie privée
Il est marié.

### Formation et vie professionnelle
Étudiant de l'université de Saragosse, il est titulaire d'une licence en médecine et chirurgie. Il est médecin titulaire de soins publics à domicile, spécialisé en médecine familiale et communautaire. D'octobre 1988 à mai 1991, il est chef du service de la province de Teruel de la Santé, du Bien-être et du Travail à la députation générale d'Aragon. De mai 1991 à juillet 1995, il est médecin à Saragosse.

### Une carrière parlementaire
Déjà candidat suppléant lors des élections aragonaises de 1991, il est élu député aux Cortes d'Aragon en 1995 et désigné sénateur au Sénat en représentation de la communauté autonome d'Aragon dans la foulée. En 1996, il est élu député au Congrès des députés pour la circonscription de Saragosse.
En 1999, il redevient député aux Cortes d'Aragon puis se convertit en porte-parole adjoint puis porte-parole et enfin président du groupe parlementaire populaire régional. En 2003, il est de nouveau désigné sénateur ; charge qu'il occupe jusqu'en janvier 2008. Au Sénat, il fait partie de la députation permanente et est choisi comme deuxième vice-président de la commission de la Défense.
Il est président du Parti populaire d'Aragon de mai 2001 à novembre 2008.

### Délégué du gouvernement
Le 8 janvier 2012, il est nommé délégué du gouvernement en Aragon par le président du gouvernement Mariano Rajoy et remplace Javier Fernández López en poste depuis 2004.